# Sun-Times Media Group
Sun-Times Media Group (antes Hollinger International) fue una editorial de periódicos con sede en Chicago, Illinois. Fue fundado en 1986 bajo el nombre de American Publishing Company. En febrero de 1994, adquirió el Chicago Sun-Times y más tarde ese año cambió su nombre a Hollinger International. En 2004 Conrad Black fue despedido por la junta de Hollinger International por fraude. La corporación cambió de nombre a Sun-Times Media Group el 17 de julio de 2006. El 31 de marzo de 2009, la compañía se declaró en quiebra bajo el Capítulo 11 del Código de los Estados Unidos.